# Die Welt von Stephen King
Die Welt von Stephen King (nähere Informationen zu Leben und Werk in Stephen King) ist eine von dem Schriftsteller erschaffene komplexe Fantasywelt.
Im Gegensatz zu Schriftstellern wie J. R. R. Tolkien liegt das Hauptgewicht von Kings Werk jedoch nicht auf der Ausarbeitung einer eigenen komplexen Welt, sondern vor allem in der detaillierten und lebensnahen Beschreibung der Charaktere. Wiederkehrende Handlungsschauplätze sind zwar vorhanden, viel wichtiger sind aber die Personen, von denen sie bevölkert werden, zumal sich diese Personen nicht in einer extra für sie geschaffenen Welt bewegen, sondern zum Teil verschiedene Welten und Existenzen überqueren. Alle diese Welten scheinen sich im Dunklen Turm zu treffen.

## Orte

### Orte außerhalb der Welt der Romane zum Dunklen Turm

#### Castle Rock
Stephen King findet offensichtlich Spaß dabei, Menschen wieder aus dem Hut zu ziehen, die den Zuschauer daran erinnern, in was für einer kleinen Welt sie sich hier befinden. Dies geschieht erstmals in den Geschichten aus der fiktiven Stadt Castle Rock im Castle County, Maine. Zwischen 1981 und 1991 entstehen 4 Romane, die er dort ansiedelt. Diese sind Dead Zone – Das Attentat, Cujo, Stark – The Dark Half und In einer kleinen Stadt, in der nicht nur der Teufel die Stadt besucht, sondern sie auch gleich in Flammen aufgehen lässt.
Zeitlich davor, 1960, angesiedelt, die Novelle Die Leiche (die Vorlage zum Jugendfilm Stand by Me) aus Frühling, Sommer, Herbst und Tod. Als die Stadt noch stand, spielte dort noch Zeitraffer, eine Geschichte aus der Novellensammlung Nachts, eine Art Prolog zu In einer kleinen Stadt. Noch danach spielt ein wesentlicher Teil der Handlung von Sara am Dark Score Lake nahe Castle Rock, ebenso wie Das Spiel. In dem Roman Friedhof der Kuscheltiere wird auf das Geschehen in Cujo angespielt, als davon die Rede ist, dass vor einigen Jahren ein tollwütiger Bernhardiner in Maine vier Menschen tötete. Die insgesamt 12 literarischen Werke (6 Romane, 6 Kurzgeschichten) bilden gemeinsam den sogenannten Castle Rock Zyklus.

#### Derry
Derry, das auch in Maine liegt, ist vor allem der Ort, an dem Es, Schlaflos sowie Teile von Das Monstrum – Tommyknockers, Sara und Der Anschlag spielen. Am Ende von Es wird das Zentrum der Stadt weitgehend zerstört, doch in Schlaflos wird es wieder aufgebaut. Außerdem ist Derry der Geburtsort der vier Protagonisten von Dreamcatcher (Harry, Jonesy, Biber, Pete und außerdem Duddits). In der Geschichte selbst tritt die Stadt jedoch eher in den Hintergrund, doch findet sich gegen Ende des Romans hin ein interessanter Verweis auf das Schicksal der Stadt und den „Klub der Verlierer“. Im Roman Das Monstrum (Tommyknockers) berichten zwei Akteure, dass sie auf ihrer Fahrt durch Derry einen Clown in einem Gully gesehen hätten; dieser Clown (Pennywise) verkörpert wiederum Es. In Dreamcatcher steht außerdem bei einer Gedenkstelle der Opfer von Es die Graffiti-Inschrift: „Pennywise lebt“. Wiederkehrende Einwohner sind der Apotheker Joe Wyzer sowie der Bibliothekar Mike Hanlon, das zurückgebliebene Mitglied des „Klubs der Verlierer“. In einer Reihe von Kurzgeschichten ist diese Stadt auch noch Schauplatz oder wird beiläufig erwähnt.
Derry verfügt über einen Flughafen namens Voight Airfield, der als einer der Schauplätze des Romans Menschenjagd dient, den King unter seinem Pseudonym Richard Bachman veröffentlichte.
Im am 8. November 2011 erschienenen Roman (deutsche Übersetzung am 23. Januar 2012) Der Anschlag reist die Hauptfigur in das Derry 1958 zurück, ein paar Wochen nach den Ereignissen im ersten Teil von Es. Er begegnet dabei einigen Figuren aus dem Roman, wie z. B. Beverly Marsh und Richie Tozier und auch Es selbst versucht ihn einmal erfolglos in einen umgestürzten Kamin zu locken.

#### Sidewinder
Diese Stadt in den verschneiten Bergen Colorados taucht in den Romanen Shining, Der Talisman, Sie, Doctor Sleep und Billy Summers auf.

#### Ludlow
Ort in Maine; nahe gelegen zur Kleinstadt Castle Rock. Schauplatz von Friedhof der Kuscheltiere 1 & 2 und Stark.

#### Jerusalem’s Lot
Jerusalem’s Lot ist der Ort des Vampir-Dramas Brennen muß Salem. Davor spielt die Kurzgeschichte Briefe aus Jerusalem, danach noch Einen auf den Weg, beide im Sammelband Nachtschicht enthalten. Jerusalem’s Lot steht durch die Figur Callahan auch eng in Verbindung mit dem Dunklen Turm, welcher die Salem-Geschichte auch kurz berührt (Wolfsmond). Außerdem fährt eine der Hauptpersonen (Louis Creeds Frau Rachel) aus Friedhof der Kuscheltiere auf dem Weg nach Ludlow an einem Schild mit der Aufschrift „Jerusalems Lot“ vorbei und wundert sich über den amüsanten Namen. in Dead Zone – Das Attentat wird Jerusalem’s Lot im Zusammenhang mit einem in der Nähe befindlichen Hospital erwähnt.

### Orte innerhalb der Welt der Romane zum Dunklen Turm

#### Der Dunkle Turm
Zum ersten Mal taucht Roland als Randfigur in einer ganz kurzen Szene (nahezu nur ein Augenblick) in Der Talisman, in einem kurzen Moment, als Jack im schwarzen Hotel ist, auf. Danach taucht er außer in der siebenteiligen Reihe gleichen Namens auch in Das Schwarze Haus (der Fortsetzung des Talismans) auf. Der Turm befindet sich im Zentrum aller Welten, gestützt von zwölf Balken, von denen mehrere zerstört sind oder im Laufe der Handlung des Dunklen Turm zerstört werden. In Endwelt, eine nicht näher zu bestimmende Fantasiewelt und ist das Ziel von Roland Deschain, dem letzten Revolvermann, dessen Reise die Reihe beschreibt.
Die Reihe Der Dunkle Turm ist das Hauptwerk Stephen Kings, in dem alle Fäden zusammenlaufen. Als loses Vorbild fungiert Robert Brownings Epos Herr Roland kam zum finsteren Turm.

#### Mittwelt
Hauptschauplatz von Der Dunkle Turm.

#### Donnerschlag
Ein Ort in Mittwelt, genauer in Endwelt, der in Wolfsmond, Susannah und Der Turm eine wichtige Rolle spielt. Am Ende von Brennen muß Salem verschwindet Donald Callahan aus Jerusalem’s Lot und findet sich im angrenzenden Calla Bryn Sturgis wieder. Dieser Ort wird einmal in jeder Generation von wie Wölfen aussehenden Kreaturen aus Donnerschlag heimgesucht, die ein Teil der Kinder über Donnerschlag nach Fedic mitnehmen. Dort wird ihnen etwas aus ihrem Gehirn extrahiert, um die in Endwelt gefangen gehaltenen Brecher effektiver zu machen.

#### Alhambra Inn
Ein Hotel, in dem die Hauptfigur aus Das Monstrum (Tommyknockers) Jim Gardener ebenda auf „Jack Sawyer“ trifft, eine Figur aus Kings Kooperationen mit Peter Straub, Der Talisman und Das schwarze Haus. Dieser Ort taucht zwar nicht direkt in dieser Sage auf, spielt aber wegen der Verweise eine bedeutende Rolle.

## Personen
Ebenso wie bei den Orten begegnet der King-Leser auch einer Reihen von Personen, die immer wieder an verschiedenen Stellen auftauchen oder auf die indirekt ein Bezug genommen wird. King schafft so eine Vernetzung seiner Romane untereinander. Die Anspielungen sind dabei oftmals nur für Leser mit einem guten Gedächtnis auffallend.

### Figuren außerhalb der Welt des Dunklen Turms

#### Sheriffs
Charaktere, die der Leser häufiger trifft, sind die Sheriffs Bannerman und Pangborn, die ihren gewissenhaften Dienst in dem von Katastrophen heimgesuchten Städtchen Castle Rock verrichten. Außerdem taucht Ace Merrill mehrfach auf, zum ersten Mal in der Short-Story Die Leiche.

#### Die Frauen und die Sonnenfinsternis
In Dolores Claiborne (1992) erlebt die Hauptfigur eine Sonnenfinsternis. Im Moment der Eklipse sieht sie in der Sonne das Bild einer jungen Frau... Im selben Jahr erscheint Das Spiel: hier erlebt der Leser die Geschichte eben jener jungen Frau, welche dieselbe Sonnenfinsternis erlebt und in der Eklipse ihrerseits eine Frau (=Dolores) sieht. Es gibt keinen Zusammenhang zwischen den beiden Frauen und in keinem der beiden Bücher wird die jeweils „gesehene Frau“ näher beschrieben. Beide Bücher entstanden zur selben Zeit.

#### Gage Creed
Ein Schuh des in Friedhof der Kuscheltiere von einem Lastwagen überfahrenen Jungen ist eines von Atropos' Souvenirs in Schlaflos.

#### Geheimdienst
Diese Behörde, im Grunde eine Art CIA für Parapsychologie, lässt King nicht nur in Feuerkind Jagd auf Charlie McGee machen. Auch am Ende von Das Monstrum tauchen Beamte des „Departement of Scientific Intelligence“ auf.

### Figuren innerhalb der Welt des Dunklen Turms

#### Roland Deschain
Die Hauptfigur aus Kings Hauptwerk Der Dunkle Turm ist der Sohn eines Barons, auch bekannt als der letzte lebende Revolvermann. Eventuell ist er identisch mit „Roland Delain“ aus Die Augen des Drachen, einem König aus einer Parallelwelt. Die Beschreibung von Deschain und Delain weist Unterschiede auf, aber während Deschain um seinen rechtmäßigen Titel gebracht wurde und als einsamer Krieger sein Leben bestreitet, fand im Leben von Delain keine Revolution statt, sodass es keinen Grund gab, ein asketischer, sportlicher, mächtiger Revolvermann zu werden. So hätte Roland Deschain werden können, wäre sein Vater nicht getötet worden. Dies gilt insbesondere, da in Insomnia – Schlaflos, in dem Roland gar nicht auftaucht, Patrick Danville ein Bild von einem Cowboy zeichnet und dazu sagt, es wäre „Roland, der ist auch ein König“.
Der Roman Das schwarze Haus (welcher die Fortsetzung von Der Talisman ist) spielt in zwei parallelen Dimensionen – unserer Welt und den Territorien, auch Anderland genannt. Der Roman lässt den Schluss zu, dass die sogenannten Territorien jene Parallelwelt sind, in der Der dunkle Turm spielt, da ein Einwohner der Territorien von einem Revolvermann namens Roland erzählt, welcher dabei ist, nicht nur die Territorien, sondern alle Parallelwelten zu retten.

#### Eddie Dean
Eddie Dean (Der Gefangene) ist ein 21-jähriger New Yorker Junkie. Edward Cantor Dean, Bruder des Henry, ist in der New Yorker Co-Op-City als Unterklasse-Kind aufgewachsen. Seinen Vater (wahrscheinlich Wendell) hat er nie gesehen. Sein großer Bruder war seit seinem 2. Lebensjahr sein ernannter Aufpasser, da die mittlere Schwester Gloria mit 6 Jahren von einem betrunkenen Autofahrer getötet wurde. Diese „Aufpasserschaft“ führt zu einer Unterdrückung der vielseitigen Talente von Eddie, während der nichtsnutzige Henry ihn sogar auf die schiefe Bahn führt. Von Roland wird er während eines Drogentransportes in einem Flugzeug „gezogen“. Durch Roland werden seine Fähigkeiten gefördert, gespitzt und zu tödlicher Härte ausprägt. Er lernt Roland lieben und nennt ihn sogar seinen „Vater“ und Susannah Holmes wird seine Frau.

#### John „Jake“ Chambers
John Chambers genannt Jake ist ein New Yorker Upper-Class-Kind, das von seinen Eltern (einem arbeitswütigen Manager und einer frustrierten, zur Medikamentensucht neigenden Mutter) kaum beachtet wird. Er ist ein „Profi“ in einer Profi-Welt geworden. Jake stirbt einmal in New York und wird dadurch nach Mittwelt geboren. In den zyklopenhaften Bergen lässt Roland ihn fallen (er verrät ihn zu Gunsten des Turms). Durch das Ziehen (welches die Schwangerschaft von Susannah hervorruft) durch ein weiteres Portal (die Holländische Villa in N.Y. und die Stätte der Steine in Mittwelt) gelangt er ein zweites Mal nach Mittwelt.
Roland nennt ihn seinen Sohn. Er ist eine Art „Inkarnation“/„Bündelung“ aller guten Tugenden von Roland, Alain & Cuthbert. Er hat die Gabe der Fühlungnahme (wie Alain), die Schnelligkeit/Mut/Tapferkeit von Roland und die Intelligenz von Cuthbert.
Sein bester Freund ist (wie bei dem jungen Roland David der Falke) ein Tier:
Oy der Tapfere (ein Billy-Bumbler).

#### Susannah Dean
Susannah Dean (die Herrin der Schatten) ist eine Frau, die sich aus multiplen Persönlichkeiten zusammensetzt. In ihrem Körper (eine schwarze Frau ohne Beine) leben verschiedene Seelen, darunter auch Detta Walker, die Susannah stets zu unterdrücken versucht, sich später aber als gute Verbündete gegen eine weitere „fremde“ Persönlichkeit (Mia) erweist.

#### Oy der Bumbler
Oy der Bumbler (Beiname: „der Tapfere“) ist ein vollwertiges Mitglied des Ka-Tets der 19 / 99. Er ist ein Billy-Bumbler (eine waschbärähnliche Tierart). Oy ist überaus intelligent (er hat ausgeprägte Sprachfähigkeiten), kann Zahlen addieren, hat eine gute Auffassungsgabe (er versteht selbst schwierige Kommandos), für sein Ka-Tet ist er bereit zu sterben, was er mehrfach heldenhaft beweist. Sein Abgott ist Jake Chambers. Dieser hat ihn gerettet, als er durch seine o. g. positiven Fähigkeiten von seiner Herde verstoßen wurde (er war verletzt und blutverkrustet, als Jake ihn gefunden und gefüttert hat).

#### Randall Flagg
Randall Flagg ist der Widersacher von Roland Deschain. Er agiert in der Dunklen Turm-Saga aus dem Hintergrund heraus gegen Roland Deschain und zwar in Form folgender Figuren:
- Randall Flagg (Roland trifft ihn in den Trümmern Gileads, nach dem die Revolution die Hauptstadt des Bundes zerstört hatte. Er wird verfolgt von Dennis und Thomas, dem Diener und dem Prinzen aus „Die Augen des Drachen“ Roland beachtet ihn während seiner Durchreise aber nicht weiter)
- Walter / Der Mann in Schwarz (in Band 6 und 7 erfährt man, dass Walter unter dem Namen Walter Padick geboren wurde und ein uralter, aber sterblicher „Dämon“ ist)
- Legion (auch bekannt aus „Der Sturm des Jahrhunderts“)
- Rudy Filaro (Dieser Soldat erschoss Cuthbert Allgood mit einem Pfeil ins Auge in der Schlacht auf dem Jericho Hill)
- Marten Broadcloak (Hofzauberer von Steven Deschain, Vater von Roland, er verleitet ihn zur „verfrühten“ Mannbarkeitsprüfung im Alter von 14 Jahren mit Cort)
- John Farson (der Gute Mann, der Revolutionsanführer, der mit seinem Geschwätz von „Demokratie“ und „Gleichheit“ die Kräfte des Bundes in zahlreichen Schlachten vernichtete und das Land im Chaos versenkte)

Flagg ist ein Gestaltenwandler, der im Laufe der Saga des Dunklen Turms von Mordred Deschain getötet wird. Durch den späteren Verlauf des Buches wird klar, dass Flagg nicht mit dem Scharlachroten König identisch ist, aber wohl sein höchster Stellvertreter auf Erden ist. Flagg verbreitet das Böse in den genannten Büchern: Der Dunkle Turm, Die Augen des Drachen und Das letzte Gefecht (The Stand). In anderen Büchern wird zwar sein Name nicht deutlich erwähnt, es ist aber davon auszugehen, dass Flagg den Bösewicht darstellt. Zu beachten ist zudem die auffällige Häufung von Bösewichtern mit den Initialen R. F. So kommen allein in Das letzte Gefecht fünf Männer damit vor. Bereits 1980 verwendet King für einen Mitarbeiter der Firma den Namen Richard Folsom.

#### Scharlachroter König
Der Scharlachrote König ist mit Abstand der Oberbösewicht Stephen Kings. Die „Größe“ dieser Figur lässt sich vor allem durch die im 6. Teil des Turm-Epos veröffentlichten Tagebucheinträge Kings äußern, in denen er schreckliche Ängste beschreibt, und die einzige Erinnerung daran „etwas Rotes“ sein soll. Der Sohn des Scharlachroten Königs (ein Spinnen-Mensch-Hybrid) tötet gleich in seinen ersten Lebensmomenten mehrere Personen, darunter auch Randall Flagg, der ihm eigentlich helfen sollte. Direkt unter diesem Namen kommt er nur in „Der Turm“ vor, taucht aber auch kurz in „Schlaflos“ auf, in dem er sich, scheinbar geisteskrank geworden, ein Duell mit Roland liefert.

#### Niedere Männer
Sie spielen eine entscheidende Rolle in dem Roman Atlantis und in den letzten 3 Teilen von „Der Dunkle Turm“. Sie werden dort auch die Can-Toi genannt.

#### Schildkröte
Sie ist, obwohl in Es vorkommend, ebenfalls eine Figur aus dem Dunklen Turm. Sie markiert das Ende eines der Balken in der Saga (der, auf welchem die Gruppe, das Ka-Tet, Rolands unterwegs ist).

#### Father Callahan
Aus der Stadt Jerusalems Lot, taucht wieder auf in Der Dunkle Turm.

#### Tak
Ein Dämon, der zwar nicht direkt im Dunkler Turm-Zyklus auftaucht, aber eine dort angesiedelte Sprache, die Sprache der Toten spricht und deswegen einen Bezug zu einer der Welten hat oder von dort stammt. Tak ist geschlechtslos und wird daher sachlich „es“ genannt. Tak ist etwas so fremdartiges, dass es den Vorstellungsrahmen eines Menschen sprengt. In seiner Reinform besitzt es keine feste Gestalt, wird aber als eine Art „leuchtender Wespenschwarm“ beschrieben. Es kann Gewalt über Menschen erlangen, aber nur, wenn diese ein sogenanntes Kan-Tah, meistens eine kleine Stein-Statue, berührt haben. Wenn Tak in einen Menschen eingedrungen ist, der an einer noch so kleinen Verletzung oder Krankheit leidet, verschlimmert sich diese durch seine Anwesenheit so rapide, das sie bald zum Tode des Wirtes führt, es genügt schon ein harmloser Scheidenpilz oder ein Schnitt in der Haut (siehe Desperation). Es taucht unter anderem in den Romanen Desperation und Regulator, die beide dieselben Figuren haben aber jeweils eine andere Geschichte erzählen, auf. Wenn Tak ein Kind besitzt, wird dieses jedoch nicht schwächer, legt aber unter anderem einen immensen Appetit an den Tag.